# Кьети (провинция)
Кьети (итал. Provincia di Chieti) — провинция в Италии, в регионе Абруццо.

## Физико-географическая характеристика

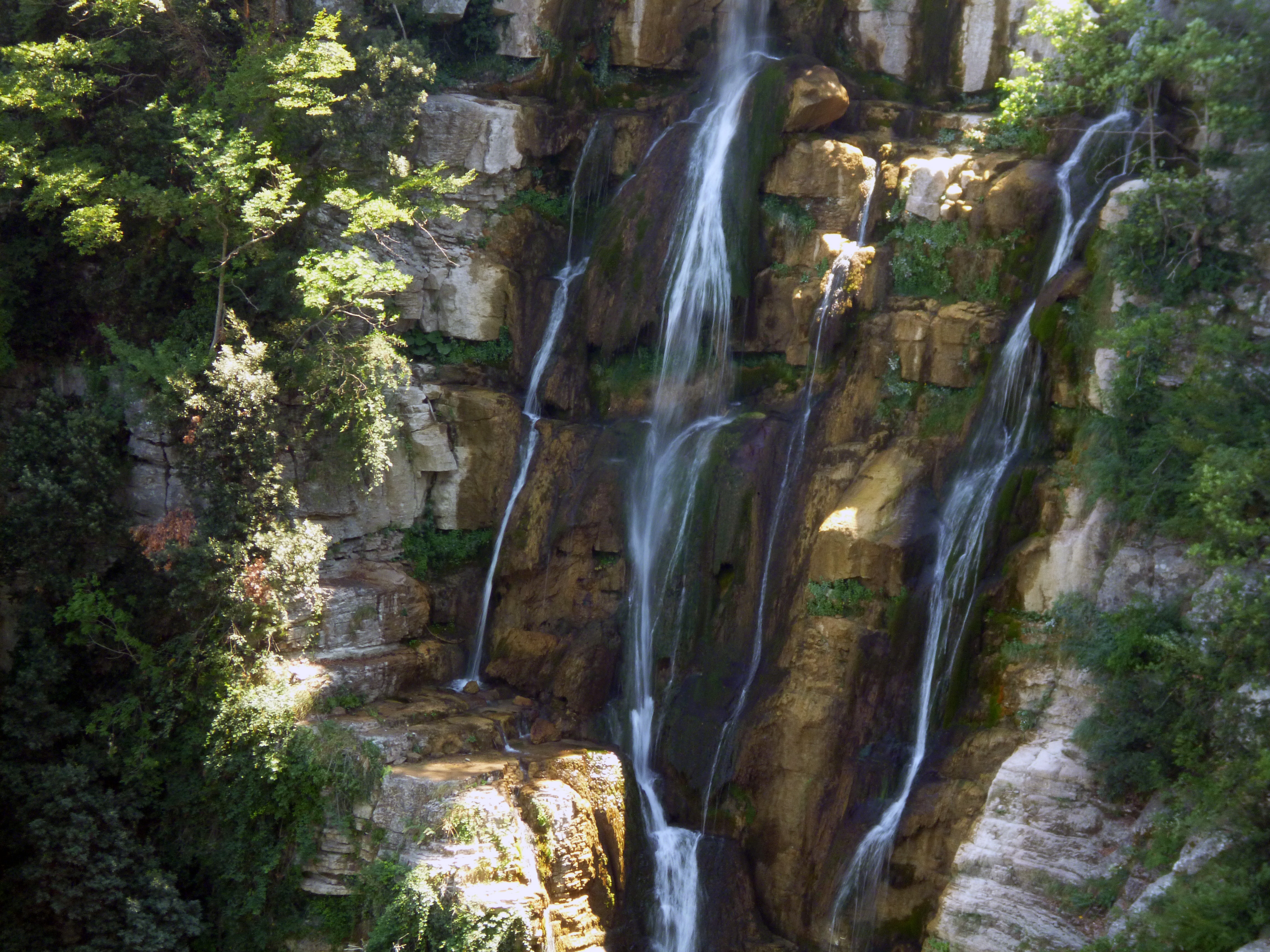
Cascate del Rio Verde

Провинция Кьети находится в регионе Абруццо на берегу Адриатического моря. На западе провинция граничит с провинцией Л’Акуила, на севере — с провинцией Пескара, на юге с провинциями региона Молизе. Местность в основном горная и холмистая. Большую часть провинции занимает горный хребет Маелла, являющийся одним из самых высокогорных участков Апеннин. Территория провинции покрыта густыми лесами в глубоких долинах рек. Основными долинами являются Пескара и Сангро, а основными реками — Аленто, Атерно-Пескара, Авентино, Сангро, Синелло и Тригно. Побережье представляет собой песчаные или галечные пляжи, за которыми находятся высокие каменистые скалы. Южная часть провинции покрыта хвойными лесами, включая ценные породы деревьев Acer lobelii, Pinus nigra.
На территории провинции расположен самый высокий водопад Аппенин — Cascate del Rio Verde, национальный парк Маелла и природный заповедник Lecceta di Torino di Sangro.
Столицей провинции является город Кьети, расположенный в 200 км к северо-востоку от Рима.

## История

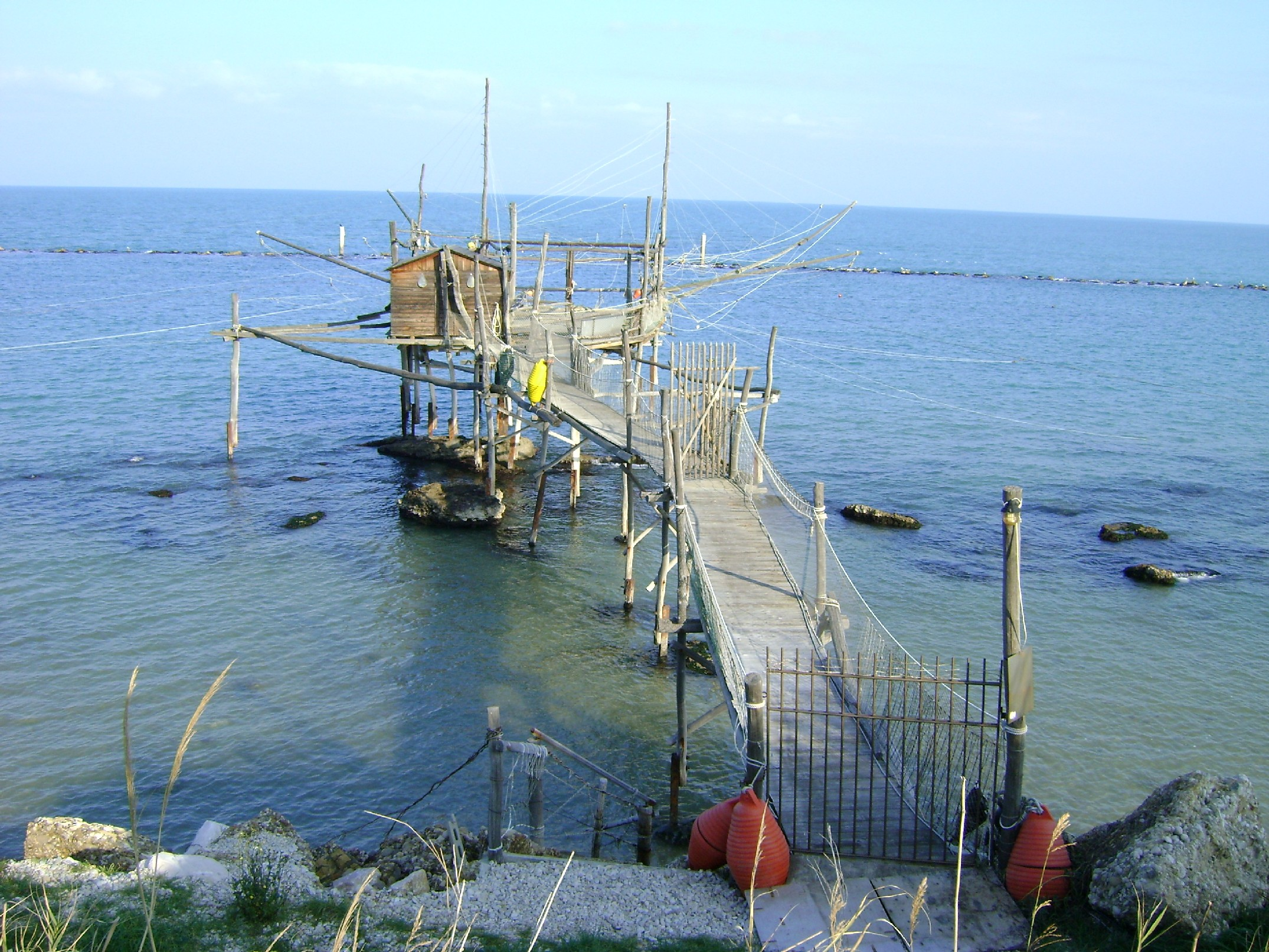
Trabocco

История многих населённых пунктов уходит корнями в легенды. Полагают, что столица провинции, город Кьети, была основана в 1181 году до н. э. Ахиллесом, а второй по величине город, Васто, греческим героем Диомедом не позднее 1300 года до н. э. На территории города Ланчано люди жили за несколько тысяч лет до н. э.
В XVIII веке в провинции было развито рыболовство. Вдоль всего берега моря были построены деревянные конструкции, trabocco, которые представляют особо сложную систему сетей и верёвок, поддерживаемых деревянной платформой. Эти конструкции сохранились до сих пор и дали другое название региону — Costa dei Trabocchi — берег трабокк. Ещё одно название провинции, Teatine, отражает древнее название города Teate.
В 1928 году была образована провинция Пескара, которая включила в себя часть провинций Кьети и Терамо.

## Население
Более 75 % населения провинции проживают на адриатическом побережье. При этом северная часть провинции заселена очень слабо, в то время как в южной части, на холмах и в долинах рек, расположено множество мелких деревень.
По данным переписи населения 1881 года в провинции проживало 343,948 человек, 1901 года — 387,604 человек. На 1 январе 2014 года по данным национального института статистики население провинции составляло 393,734 человека, из них женщин — 202,356, мужчин — 191,378.

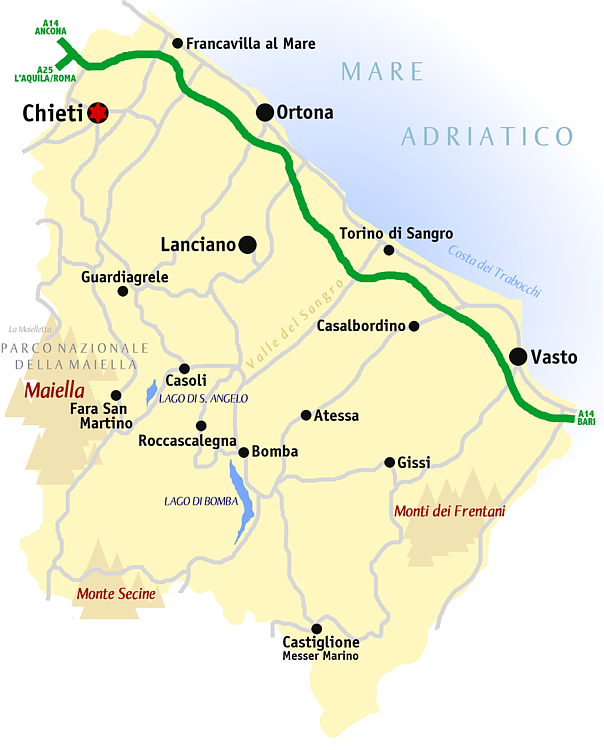

В провинции находится 104 населённых пункта:
- Альтино
- Ариелли
- Ари
- Арки
- Атесса
- Бомба
- Боррелло
- Буккьянико
- Вакри
- Васто
- Виллальфонсина
- Вилламанья
- Вилла-Санта-Мария
- Гамберале
- Гуардьягреле
- Гуильми
- Джессопалена
- Джисси
- Джулиано-Театино
- Дольола
- Казакандителла
- Казалангуида
- Казалинконтрада
- Казальбордино
- Казоли
- Каноза-Саннита
- Карпинето-Синелло
- Карункьо
- Кастельгвидоне
- Кастель-Френтано
- Кастильоне-Мессер-Марино
- Колледимачине
- Колледимедзо
- Креккьо
- Куадри
- Купелло
- Кьети
- Лама-дей-Пелиньи
- Ланчано
- Лентелла
- Леттопалена
- Лиша
- Мильянико
- Монтаццоли
- Монтебелло-суль-Сангро
- Монтелапьяно
- Монтенеродомо
- Монтеодоризьо
- Монтеферранте
- Моццагронья
- Орсонья
- Ортона
- Палена
- Паломбаро
- Пальета
- Пальмоли
- Пеннадомо
- Пеннапьедимонте
- Перано
- Пиццоферрато
- Поджофьорито
- Поллутри
- Преторо
- Пьетраферраццана
- Рапино
- Рипа-Театина
- Ройо-дель-Сангро
- Роккамонтепьяно
- Рокка-Сан-Джованни
- Роккаскаленья
- Роккаспинальвети
- Розелло
- Сан-Буоно
- Сан-Вито-Кьетино
- Сан-Джованни-Липьони
- Сан-Джованни-Театино
- Сан-Мартино-сулла-Марручина
- Сан-Сальво
- Санта-Мария-Имбаро
- Сант-Эузанио-дель-Сангро
- Скьяви-ди-Абруццо
- Таранта-Пелинья
- Толло
- Торино-ди-Сангро
- Торнареччо
- Торребруна
- Торревеккья-Театина
- Торричелла-Пелинья
- Трельо
- Туфилло
- Фалло
- Фара-Сан-Мартино
- Фара-Фильорум-Петри
- Филетто
- Фоссачезия
- Фраине
- Франкавилла-аль-Маре
- Фрезаграндинария
- Фриза
- Фурчи
- Челенца-суль-Триньо
- Чивиталупарелла
- Чивителла-Мессер-Раймондо
- Шерни

## Экономика
В провинции сильно развито сельское хозяйство. В основном культивируются оливковые, из которых производится оливковое масло, и виноград.

## Культура
В провинции расположено большое количество музеев. В Кьети находится национальный археологический музей Абруцци Villa Frigerj, археологический музей La Civitella, биомедицинский музей, музей искусств Costantino Barbella и музей религиозного искусства Ортоны Palazzo de Mayo. В Гуардьягреле находится гражданский музей, музей костюма и фольклора, археологический музей и религиозный музей, в Васто — археологический музей и картинная галерея, в Ланчано — римские бани, муниципальный археологический музей и епархиальный музей. В 2002 году на месте сражения при Ортоне, состоявшегося в декабре 1943 года, в память о 1314 погибших гражданских и военных лиц открылась музейная экспозиция.